# Battaglia di Tadla
La battaglia di Tadla si svolse nel settembre 1554 a Tadla, Marocco, tra le forze di Abu al-Hasan Abu Hasun Ali ibn Muhammad, ultimo sovrano Wattaside, e Muhammad al-Shaykh, sovrano Sa'diano.
Nel 1549, gli Wattasidi persero Fès e poi Tlemcen, conquistate dal sovrano Sa'diano Muhammad al-Shaykh. Ali Abu Hassun fuggì nel vicino possedimento Ottomano di Algeri, dove gli fu offerto asilo.
Ali Abu Hassun riuscì, con l'aiuto degli Ottomani di Salih Reis, a riconquistare Fès nel 1554. Ali Abu Hassun liquidò ben presto le truppe turche, concedendogli la base di Peñón de Vélez de la Gomera, che i marocchini avevano strappato agli spagnoli nel 1522.
La riconquista di Fes ebbe però breve vita. Ali Abu Hassun fu sconfitto e ucciso dai Sa'diani, nella battaglia di Tadla nel settembre del 1554.
Muhammad al-Shaykh riuscì ad entrare nella città di Fès il 13 settembre 1554, e diventò l'indiscusso sovrano del Marocco,  instaurando la Dinastia Sa'diana.
Gli Ottomani reagirono alla sconfitta, mandando dei sicari che assassinarono Muhammad al-Shaykh nel 1557, e tentando di invadere il paese l'anno seguente, furono fermati dal figlio e successore di Muhammad al-Shaykh, Abd Allah al-Ghalib, nella battaglia di Wadi al-Laban.